# Hutka (Silésie)
Pour l’article homonyme, voir Hutka.
Hutka est une localité polonaise de la gmina de Wręczyca Wielka, située dans le powiat de Kłobuck en voïvodie de Silésie.